# Llista de llengües de l'Índia
A l'Índia es parlen moltes llengües. N'existeixen almenys 30 de diferents, i al voltant de 2000 dialectes. La constitució de l'Índia diu que l'hindi i l'anglès són les dues llengües oficials del govern federal, i esmenta 22 llengües (scheduled languages) que poden ser oficials a cada estat. També es poden fer servir per a la comunicació entre el govern federal i els estats regionals, i per als exàmens de funcionaris.
L'anglès va deixar de ser idioma oficial (en igualtat amb l'hindi) el 1965, després que es va intentar que continués com a «idioma oficial associat addicional» fins que un comitè pogués decidir la transició a gran escala a l'hindi, fent revisions periòdiques. Tanmateix el sistema de «llengües bessones» encara és vigent degut a les protestes d'alguns estats (com Tamil Nadu) on no es parla hindi. L'anglès continua sent important als governs i al món empresarial, a causa de la ràpida industrialització i a l'economia mutinacional.

## Llengües oficials (administració central)
1. L'hindi és la llengua d'ús del Govern central quan es comunica amb els estats del cinturó Hindi.
2. L'anglès és la llengua oficial associada.

## Llengües nacionals reconegudes (per a un ús oficial)
1. Assamès — llengua oficial d'Assam
2. Bengalí — llengua oficial de Tripura i de Bengala occidental
3. Bodo — llengua oficial d'Assam
4. Dogri — llengua oficial de Jammu i Caixmir
5. Gujarati — llengua oficial de Dadra and Nagar Haveli, Daman and Diu i Gujarat
6. Hindi — llengua oficial d'Arunachal Pradesh, Andaman and Nicobar Islands, Bihar, Chandigarh, Chhattisgarh, Delhi, Haryana, Himachal Pradesh, Jharkhand, Madhya Pradesh, Rajasthan, Uttar Pradesh i Uttaranchal
7. Canarès — llengua oficial de Karnataka
8. Caixmiri — llengua oficial de Jammu i Caixmir
9. Konkani — llengua oficial de Goa
10. Maithili — llengua oficial de Bihar
11. Malaiàlam — llengua oficial de Kerala i Lakshadweep
12. Manipuri o Meithei — llengua oficial del Manipur
13. Marathi — llengua oficial de Maharashtra
14. Nepalès — llengua oficial de Sikkim
15. Oriya — llengua oficial d'Orissa
16. Panjabi — llengua oficial de Punjab, segona llengua oficial de Delhi
17. Sànscrit — llengua sagrada de l'hinduisme,
18. Santali
19. Sindhi
20. Tàmil — llengua oficial de Tàmil Nadu i Pondicherry
21. Telugu — llengua oficial d'Andhra Pradesh
22. Urdú — llengua oficial de Jammu i Caixmir, alguns districtes d'Andhra Pradesh, Delhi i Uttar Pradesh

## Altres llengües populars
Aquestes llengües tenen al voltant de 5 milions de parlants però no són llengües oficials. Moltes són considerades sovint varietats de l'hindi.

### Estretament relacionades amb l'hindi
1. Angika — llengua de Bihar, parlada al nord i al sud de Bidar, a la major part de Jharkhand i al districte de Maldah i a la Bengala oest
2. Awadhi
3. Bhojpuri — llengua de Bihar
4. Bundeli
5. Chhattisgarhi — llengua de Chhattisgarh
6. Hariyanavi (Haryanvi) — llengua de Haryana
7. Hindustànic — una barreja d'Hindi i Urdu, parlat al nord de l'Índia.
8. Kanauji — llengua de l'Uttar Pradesh
9. Magadhi — llengua del sud de Bihar
10. Marwari — llengua de Rajasthan

### Altres
1. Bhili (tribal)
2. Gondi (tribal)
3. Kodava, parlada a Kodagu, districte de Karnataka
4. Kutchi — llengua de Kutch, una regió de Gujarat
5. Tulu — parlada pels Tulu, poble de Karnataka i Kerala

La Constitució Índia reconeix divuit llengües regionals.

### Altres llengües minoritàries
Aquestes llengües tenen menys d'un milió de parlants:
1. Mahl (divehi) — llengua parlada a l'illa de Minicoy, Lakshadweep